# SRAM (azienda)
La SRAM (acronimo dei nomi dei suoi fondatori, Scott, Ray e Sam, dove Ray è il secondo nome del CEO dell'azienda Stanley R. Day Jr.) è un'azienda statunitense, con sede a Chicago, che produce componenti meccanici vari per le biciclette, in particolare per le mountain bike, settore nel quale si è affermata come maggior concorrente della giapponese Shimano, a partire dagli anni 2000.

## Descrizione
In particolare SRAM è nota per usare, nelle mountain-bike, comandi cambio rotanti Twister con il sistema denominato 1:1, cioè a una certa lunghezza di filo corrisponde un identico spostamento laterale del cambio. Inoltre ha introdotto l'uso nelle bici di alta gamma di catene apribili con l'uso di una falsa maglia. Dal 2006 inoltre produce anche tre gruppi per bici da corsa.
Produce anche mozzi con dinamo integrata.
Da qualche anno possiede anche la ZIPP, azienda produttrice di ruote e guarniture per biciclette da corsa (famosa per quelle ad alto profilo).
Produce anche forcelle ed ammortizzatori per il settore mountain bike con il marchio Rock Shox, guarniture per mtb e strada con il marchio Truvativ, e freni, dal 2011 abbinati ai nomi dei gruppi per mtb con il marchio Avid.
Dal 2009 Truvativ produce anche manubri, attacchi per manubrio e reggisella nelle versioni Team e World Cup, in alluminio con il nome Stylo, e in carbonio con il nome Noir. Sempre dallo stesso anno produce autonomamente anche ruote a basso, medio ed alto profilo per la strada con il proprio marchio Sram. Produce inoltre i misuratori di potenza Quarq, utilizzati anche dal triatleta Luke McKenzie.
Dal gennaio 2021 SRAM ha acquisito Hammerhead, la creatrice di Karoo2 uno dei ciclocomputer più completi e precisi del mercato.

## Gruppi

### Mountain bike
- XX1 Eagle (12 velocità)
- XX1 (11 velocità)
- XX  (10 velocità) - nuovo standard compatibile solo con la doppia, in versione PressFit, inventato peraltro da Shimano, in collaborazione con il colosso tedesco Cube (nella quale il movimento centrale non viene avvitato, ma inserito a pressione), e BB30, inventato da Cannondale.  Dal 2011 equiparabile al gruppo Shimano XTR.
- X01 Eagle (12 velocità)
- X01 (7 velocità) - usato per DH
- X1 (11 velocità)
- GX Eagle (12 velocità)
- GX (11 velocità)
- NX (12 velocità)
- X0 (9 velocità) - equiparabile al gruppo Shimano Deore XT (prima del 2011 al gruppo Shimano XTR) - dal 2011 disponibile nella versione 10 velocità, ma solo con doppia
- X9 (9 velocità) - equiparabile al gruppo Shimano SLX (prima del 2011 al gruppo Shimano Deore XT) - dal 2011 disponibile nella versione 10 velocità, ma solo con doppia
- X7 (9 velocità) - equiparabile al gruppo Shimano SLX fino al 2010 - dal 2011 disponibile nella versione 10 velocità, ma solo con doppia
- X5 (9 o 10 velocità)
- X4 (8 velocità)
- X3 (8 velocità)

### Bici da corsa

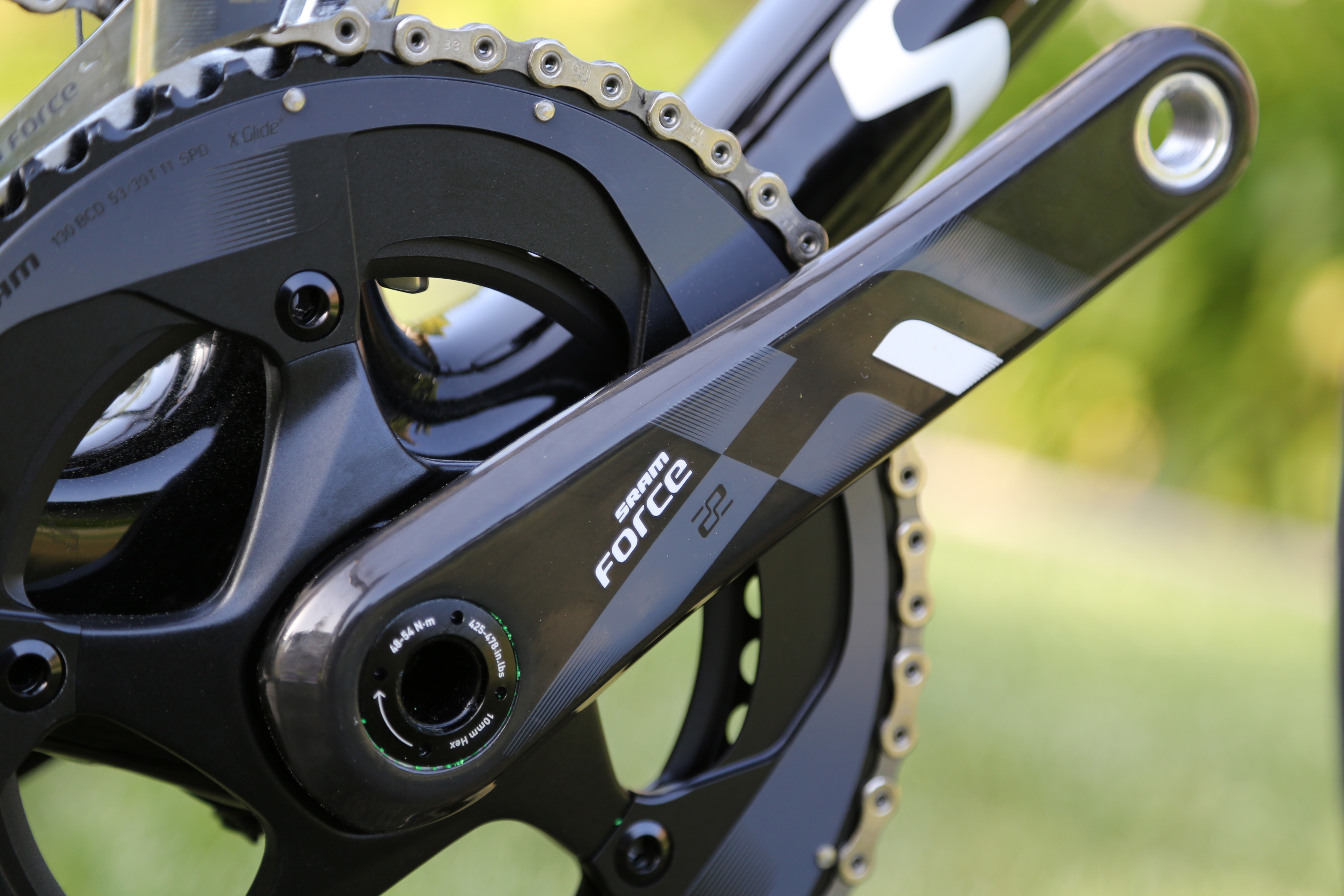
Guarnitura SRAM Force 22

- SRAM RED eTAP AXS
- SRAM RED eTAP
- SRAM RED
- SRAM Force 1
- SRAM Force CX1
- SRAM Force
- SRAM Rival 1
- SRAM Rival
- SRAM Apex 1
- SRAM Apex
- S-Series